# Random House Tower
Random House Tower, de asemenea cunoscut ca Park Imperial Apartments, este un zgârie-nori de 52 de etaje din New York City, sediu al Random House și complex rezidențial de lux.